# Guillaume Gallienne

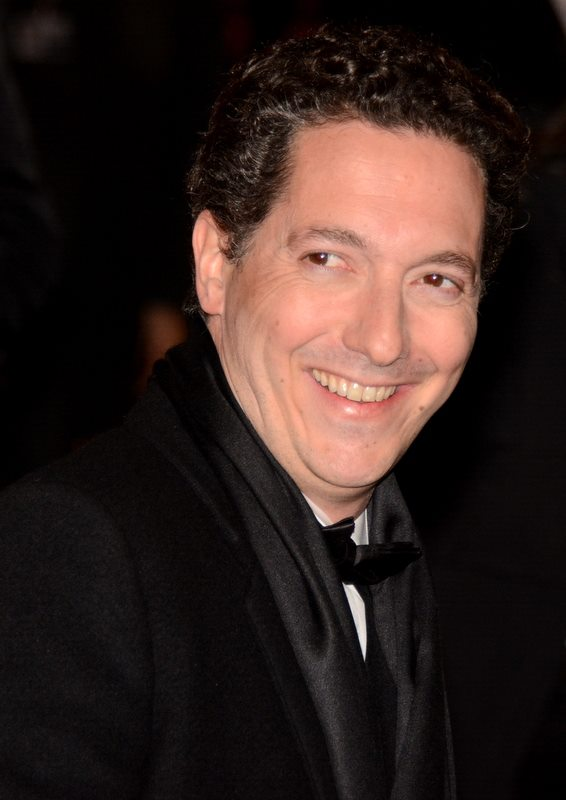
Guillaume Gallienne beim César 2014

Guillaume Gallienne (* 8. Februar 1972 in Neuilly-sur-Seine) ist ein französischer Schauspieler und Komiker.

## Leben
Guillaume Gallienne studierte von 1991 bis 1995 am Cours Florent und von 1995 bis 1998 am Conservatoire national supérieur d’art dramatique. Bereits 1992 debütierte er in Charles Némès’ Familienkomödie Tableau d’honneur in einer kleinen Nebenrolle auf der Leinwand.
Für seine Theaterarbeit wurde Galliene bisher zweimal mit dem französischen Theaterpreis Molière als Bester Nebendarsteller nominiert. Wurde er für das Stück Fantasio 2009 noch nominiert, konnte er den Preis 2011 für seine Darstellung in dem Stück Un fil à la patte entgegennehmen.
Von September 2008 bis 2010 moderierte Gallienne auf dem Bezahlfernsehsender Canal+ für das Magazin Le Grand Journal unterschiedliche Beiträge in der Rubrik Les bonus de Guillaume. Galliennes Film Maman und ich wurde 2014 für zehn Césars nominiert und konnte fünf Preise gewinnen. Gallienne erhielt die Auszeichnung in den Kategorien Bester Film, Bester Hauptdarsteller, Bestes adaptiertes Drehbuch und Bester Erstlingsfilm.

## Filmografie (Auswahl)

### Als Schauspieler
- 1992: Tableau d’honneur
- 1995: Sabrina
- 1997: Tango-Fieber (The Tango Lesson)
- 1999: Eine für Alle (Une pour toutes)
- 2003: Die Bestie der alten Berge (La bête du Gévaudan, Fernsehfilm)
- 2003: Fanfan der Husar (Fanfan la tulipe)
- 2003: Monsieur Ibrahim und die Blumen des Koran (Monsieur Ibrahim et les fleurs du Coran)
- 2004: Die wunderbare Welt des Gustave Klopp (Narco)
- 2006: Ein perfekter Platz (Fauteuils d’orchestre)
- 2006: Marie Antoinette
- 2006: Der Oberst und ich (Mon colonel)
- 2007: Le Candidat
- 2007: Das Vermächtnis des geheimen Buches (National Treasure: Book of Secrets)
- 2008: Bonjour Sagan (Sagan)
- 2009: Das Konzert (Le Concert)
- 2010: Fasten auf Italienisch (L’Italien)
- 2010–2013: Der kleine Prinz (Le Petit Prince, Fernsehserie, 31 Folgen, Stimme)
- 2012: Confession (Confession of a Child of the Century)
- 2012: Asterix & Obelix – Im Auftrag ihrer Majestät (Astérix et Obélix : Au Service de Sa Majesté)
- 2013: Maman und ich (Les garçons et Guillaume, a table!)
- 2014: Yves Saint Laurent
- 2015: Der Kleine Prinz (Le Petit Prince, Stimme)
- 2016: Meine Zeit mit Cézanne (Cézanne et moi)
- 2020: Call My Agent! (Dix pour cent, Fernsehserie, eine Folge)
- 2021: The French Dispatch
- 2023:  Duell der Besten (Une affaire d’honneur)
- 2024: The Regime (Miniserie)

### Hinter der Kamera
- 2013: Maman und ich (Les garçons et Guillaume, a table!) (Regie und Drehbuch)
- 2017: Oblomow (Fernsehfilm, Regie und Drehbuch)
- 2017: Maryline (Regie und Drehbuch)
- 2019: Le dindon (nur Drehbuch)